# André Genge
André Genge est un journaliste et homme politique kino-congolais. Il prend part à la Table ronde de Bruxelles qui mena à l’indépendance du Congo belge, comme membre de l’Association des Ressortissants du Haut-Congo (ASSORECO). Dans le Congo indépendant, il est ministre d’État dans le gouvernement Lumumba du 30 juin au 12 septembre 1960.
Il est cofondateur du Parti de l'unité nationale (PUNA) et fondateur de l’Union Dua Aruwimi Itimbiri (UNIDA) en 1961.